# Rumex steudelii
Rumex steudelii är en slideväxtart som beskrevs av Ferdinand von Hochstetter och Achille Richard. Rumex steudelii ingår i släktet skräppor, och familjen slideväxter. Inga underarter finns listade i Catalogue of Life.